# Cryptographis oleosalis
Cryptographis oleosalis là một loài bướm đêm trong họ Crambidae.